# Chaetosphaeria pileoferruginea
Chaetosphaeria pileoferruginea är en svampart som beskrevs av P. Crouan & H. Crouan 1867. Chaetosphaeria pileoferruginea ingår i släktet Chaetosphaeria och familjen Chaetosphaeriaceae.   Inga underarter finns listade i Catalogue of Life.